# Jhalda
Jhalda è una suddivisione dell'India, classificata come municipality, di 17.870 abitanti, situata nel distretto di Purulia, nello stato federato del Bengala Occidentale. In base al numero di abitanti la città rientra nella classe IV (da 10.000 a 19.999 persone).

## Geografia fisica
La città è situata a 23° 22' 0 N e 85° 58' 0 E e ha un'altitudine di 292 m s.l.m..

## Società

### Evoluzione demografica
Al censimento del 2001 la popolazione di Jhalda assommava a 17.870 persone, delle quali 9.318 maschi e 8.552 femmine. I bambini di età inferiore o uguale ai sei anni assommavano a 2.585, dei quali 1.296 maschi e 1.289 femmine. Infine, coloro che erano in grado di saper almeno leggere e scrivere erano 11.369, dei quali 6.835 maschi e 4.534 femmine.